# قلعه ناکیجین
قلعه ناکیجین (به ژاپنی: 今帰仁城, Nakijin Gusuku) یک گوسوکو است که در ناکیجین، اوکیناوا، استان اوکیناوا، ژاپن قرار دارد.